# Duško Marković
Duško Marković (en ciríl·lic: Душко Марковић; Mojkovac, 6 de juliol de 1959) és un polític montenegrí, primer Ministre de Montenegro des de novembre de 2016 fins a desembre de 2020.
Es va graduar en dret a la Universitat de Kragujevac. Després va començar a treballar en consultoria legal per a la mina Brskovo a Mojkovac.
El 1986, va ser nomenat secretari de l'assemblea municipal de Mojkovac, i alcalde en 1989. Va deixar el càrrec el 1991 per ser nomenat secretari general de govern montenegrí dirigit per Milo Đukanović, dins de Iugoslàvia. El 1997 fou escollit per l'Assemblea de Montenegro, i a l'any següent es convertí en ministre assistent d'Interior, a càrrec del Servei de Seguretat de l'Estat.
El 2005, després de l'establiment de la nova Agència de Seguretat Nacional el maig d'aquest mateix any, Marković fou nomenat pel Parlament per dirigir l'agència, càrrec que va ocupar fins al 2010. El 2010, el govern d'Igor Lukšić el va nomenar primer com a ministre sense cartera, després com a viceprimer ministre i ministre de Justícia. El març de 2012 fou nomenat ministre de Drets Humans i Drets de les Minories.
El 25 d'octubre de 2016, deu dies després de les eleccions parlamentàries, el buró del Demokratska Partija Socijalista Crna Gore (DPS) va triar a Marković per reemplaçar Milo Đukanović com a primer ministre. El seu nomenament fou rebutjat per l'oposició, que va acusar Marković de participar en escàndols de corrupció i d'ometre informació en la investigació sobre l'assassinat d'un periodista en 2004.
El 9 de novembre del mateix any 2016, fou nomenat primer ministre pel president Filip Vujanović, i el 28 de novembre va ser confirmat per 41 dels 81 membres del parlament (amb l'oposició boicotejant l'assemblea), amb el suport de les minories albaneses, croates i bosníaques.